# بزرگ رودی دو دل

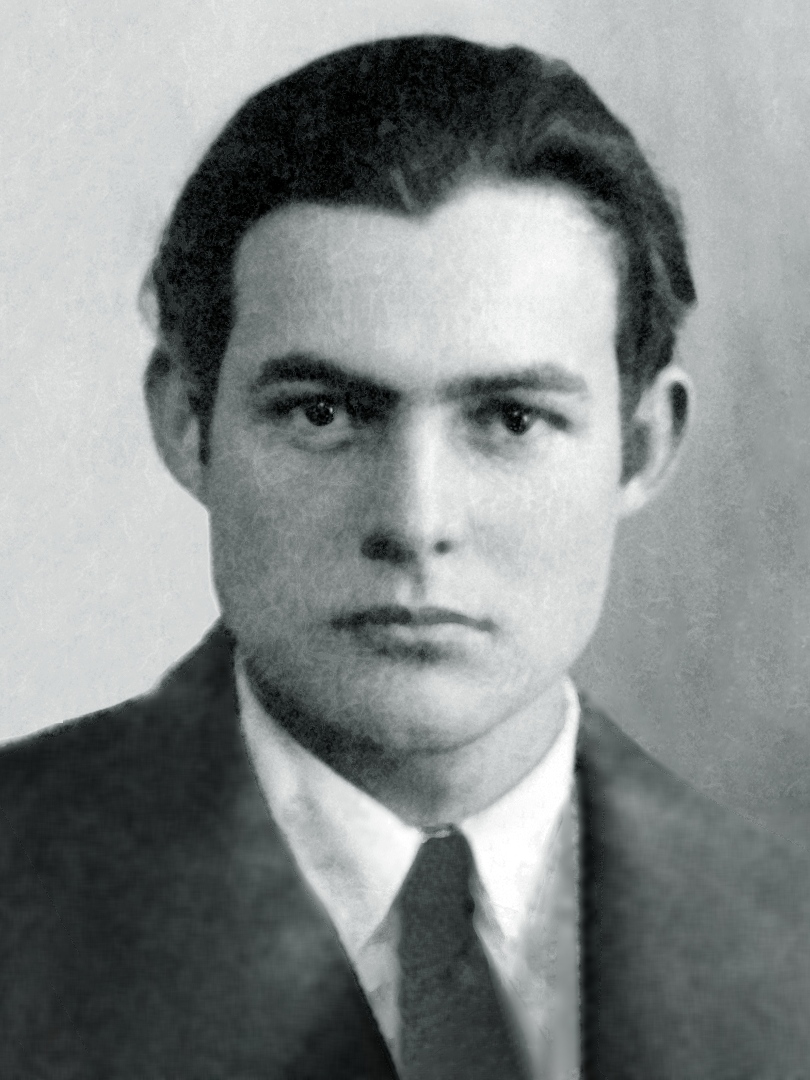
ارنست همینگوی در سال ۱۹۲۳ دو سال قبل از انتشار "بزرگ رودی دو دل"

بزرگ رودی دو دل (به انگلیسی: Big Two-Hearted River) نام یک داستان کوتاه دو قسمتی است که توسط نویسنده آمریکایی ارنست همینگوی نوشته شده و در سال ۱۹۲۵ توسط انتشارات Boni و Liveright به صورت نسخه‌ای به نام در زمان ما انتشار یافته‌است که اولین جلد آمریکایی داستان کوتاه همینگوی بوده‌است. این داستان که دربردارندهٔ یک شخصیت بارز است، سر گذشت شخصیت خود همینگوی را بازگو می‌نماید که او دقیقاً سه بار خود را به نام نیک آدامز یاد می‌کند. این داستان به بررسی ویژگی‌های مخرّب جنگ می‌پردازد که با قدرت‌های شفا و بازسازی طبیعت مقابله می‌کند. هنگامی که این داستان منتشر شد، منتقدان سبک نوشتاری همینگوی را ستودند و آن را جزو کارهای مهمش قلمداد کردند.
این داستان، یکی از اوِلین نوشته‌های همینگوی برای به کار بردن سبک نوشتن تئوری آیسبرگ است؛رویکرد مدرنیته ای در نثر که در آن به جای این که صریحاً به موضوع داستان بپردازد، به معنای اساسی و شالودهٔ معنایی آن بها می‌دهد. «بزرگ رودی دودل» در نوع خود منحصر به فرد است و تقریباً در تمامی داستان از هستهٔ طرح داستان فاصله نگرفته‌است. همینگوی خود تحت تأثیر نوآوری‌های بصری پل سزان در نقّاشی‌هایش بود و ایدهٔ وی را بیشتر برای متمرکز کردن جزئیات کم اهمیّت تر متن به جای ایدهٔ اصلی داستان تطبیق کرد. در این داستان، جزئیات کوچکی از یک سفر ماهیگیری در عمق زیادی مورد بررسی قرار گرفته‌است؛ در حالی که براعت استهلال متن بیشتر بدیهی است که باتلاق، توجه فراوانی به خود جلب می‌کند.
سابقه و انتشار
در سال ۱۹۲۲ میلادی، همینگوی به همراه همسرش هدلی به پاریس نقل مکان کرد، جایی که به عنوان خبرنگار خارجی برای روزنامه تورنتو استار کار می‌کرد. او با نویسندگان مدرنیستی نظیر اف. اسکات فیتزجرالد، فورد مادوکس فورد، جیمز جویس، ازرا پاوند و گرترود استین دوست شد و تحت تأثیر آنها قرار گرفت. سال 1923 اولین اثرش را منتشر کرد، آثاری با نام سه داستان و ده اشعار، سال بعد توسط مجموعه دیگری از نقاشی های کوتاه، در زمان ما (بدون حروف بزرگ نوشته می شود) دنبال شد. همینگوی با امید به این که کتاب در زمان ما در نیویورک منتشر شود، در سال 1924 شروع به نوشتن داستان هایی کرد تا به حجم "بزرگ رودی دو دل" که به عنوان قطعه نهایی برنامه ریزی شده بود، اضافه کند. او نوشتن این داستان را در ماه مه همان سال آغاز کرد، اما تا سپتامبر به پایان نرساند؛ زیرا تابستان را به کمک به ازرا پاوند و فورد مادوکس فورد برای راه‌اندازی مجله “بازبینی ترانس‌آتلانتیک” گذراند.